# Ían Soler
Ían Pino Soler (Prats de Lluçanès, 23 gennaio 1996) è un calciatore spagnolo, centrocampista del Tirana.

## Carriera
Il 19 settembre 2019 viene acquistato a titolo definitivo dalla squadra slovacca dello Zemplín Michalovce. Il 5 luglio 2021 si trasferisce a titolo definitivo allo Zagłębie Lubin.
Il 20 gennaio 2024 viene acquista con un contratto fino al termine della stagione dall'Alessandria.

## Statistiche

### Presenze e reti nei club
Statistiche aggiornate al 29 aprile 2024.
| Stagione                  | Squadra                   | Campionato                | Campionato | Campionato | Coppe nazionali | Coppe nazionali | Coppe nazionali | Coppe continentali | Coppe continentali | Coppe continentali | Altre coppe | Altre coppe | Altre coppe | Totale | Totale |
| Stagione                  | Squadra                   | Comp                      | Pres       | Reti       | Comp            | Pres            | Reti            | Comp               | Pres               | Reti               | Comp        | Pres        | Reti        | Pres   | Reti   |
| ------------------------- | ------------------------- | ------------------------- | ---------- | ---------- | --------------- | --------------- | --------------- | ------------------ | ------------------ | ------------------ | ----------- | ----------- | ----------- | ------ | ------ |
| 2016-gen. 2017            | Jumilla                   | SDB                       | 9          | 0          | -               | -               | -               | -                  | -                  | -                  | -           | -           | -           | 9      | 0      |
| nov. 2017                 | Malaga                    | PD                        | 0          | 0          | CR              | 1               | 0               | -                  | -                  | -                  | -           | -           | -           | 1      | 0      |
| gen.-giu. 2017            | Malaga B                  | TD                        | 20         | 2          | -               | -               | -               | -                  | -                  | -                  | -           | -           | -           | 20     | 2      |
| 2017-2018                 | Malaga B                  | TD                        | 35         | 1          | -               | -               | -               | -                  | -                  | -                  | -           | -           | -           | 35     | 1      |
| 2018-2019                 | Malaga B                  | SDB                       | 23         | 0          | -               | -               | -               | -                  | -                  | -                  | -           | -           | -           | 23     | 0      |
| Totale Malaga B           | Totale Malaga B           | Totale Malaga B           | 78         | 3          |                 | -               | -               |                    | -                  | -                  |             | -           | -           | 78     | 3      |
| 2019-2020                 | Zemplín Michalovce        | SL                        | 14         | 1          | CS              | 0               | 0               | -                  | -                  | -                  | -           | -           | -           | 14     | 1      |
| 2020-2021                 | Zemplín Michalovce        | SL                        | 20+8       | 1+0        | CS              | 2               | 0               | -                  | -                  | -                  | -           | -           | -           | 30     | 1      |
| Totale Zemplín Michalovce | Totale Zemplín Michalovce | Totale Zemplín Michalovce | 34+8       | 2          |                 | 2               | 0               |                    | -                  | -                  |             | -           | -           | 44     | 2      |
| 2021-feb. 2022            | Zagłębie Lubin            | EK                        | 9          | 0          | CP              | 1               | 0               | -                  | -                  | -                  | -           | -           | -           | 10     | 0      |
| 2022                      | Louisville City           | USLC                      | 14         | 0          | USOC            | 3               | 0               | -                  | -                  | -                  | -           | -           | -           | 17     | 0      |
| 2023                      | Riteriai                  | A                         | 16         | 1          | CL              | 1               | 0               | -                  | -                  | -                  | -           | -           | -           | 17     | 1      |
| gen.-giu. 2024            | Alessandria               | C                         | 15         | 1          | CI-C            | 0               | 0               | -                  | -                  | -                  | -           | -           | -           | 15     | 1      |
| Totale carriera           | Totale carriera           | Totale carriera           | 183        | 7          |                 | 8               | 0               |                    | -                  | -                  |             | -           | -           | 191    | 7      |